# Alfred Lamoureux
Alfred Lamoureux (* 29. Dezember 1876 in Montreal; † 10. März 1954 ebenda) war ein kanadischer Komponist, Organist und Musikpädagoge.

## Leben und Wirken
Lamoureux studierte am Institut Nazareth bei Achille Fortier, Romain-Octave Pelletier, Victoria Cartier, Frantz Jehin-Prume und Joseph-Jean Goulet. Zwischen 1897 und 1940 unterrichtete er an verschiedenen Institutionen in der Region von Montreal, unter anderem dem St-Laurent College, der Académie Cherrier und dem Institut Nazareth. Zu seinen Schülern zählten Louise André, Hervé Cloutier, Gabriel Cusson, Gérald Desmarais und Sister Marie-Stéphane.
Er komponierte vier Messen, zwei Oratorien (Tragédie d’Esther und La Samaritaine), eine Anzahl Motetten, Lieder und Chorwerke. Seine vor blinden Musikern gehaltenen Vorlesungen Causeries sur l’art musical und Causeries sur différents musiciens wurden in Brailleschrift veröffentlicht. Außerdem war er Autor der Schrift Manuel d’histoire de la musique pour les couvents et les collèges.

## Weblink
- Nicole Trudeau: Alfred Lamoureux. In:  Encyclopedia of Music in Canada. herausgegeben von The Canadian Encyclopedia, 16. Dezember 2013 (englisch, französisch).

| Personendaten    | Personendaten                           |
| ---------------- | --------------------------------------- |
| NAME             | Lamoureux, Alfred                       |
| KURZBESCHREIBUNG | kanadischer Komponist und Musikpädagoge |
| GEBURTSDATUM     | 29. Dezember 1876                       |
| GEBURTSORT       | Montreal                                |
| STERBEDATUM      | 10. März 1954                           |
| STERBEORT        | Montreal                                |